# Aritatsu Ogi
Aritatsu Ogi (jap. 小城 得達 Ogi Aritatsu; * 10. Dezember 1942 in Hiroshima, Präfektur Hiroshima) ist ein ehemaliger japanischer Fußballspieler, der für Japan bei den Olympischen Sommerspielen 1964 und 1968 im Kader stand. Wo 1968 mit der Nationalmannschaft die Bronzemedaille gewann.

## Errungene Titel

### Mit der Nationalmannschaft
- Olympische Sommerspiele 1968: Bronzemedaille

### Mit seinen Vereinen
- Japan Soccer League: 1965, 1966, 1967, 1968, 1970
- Kaiserpokal: 1962, 1965, 1967, 1969

## Persönliche Auszeichnungen
- Japan Soccer League Best Eleven: 1966, 1967, 1968, 1969, 1970, 1971, 1972